# Umag
Umag (italijansko Umago; latinsko Humagum) je istrsko obalno mesto, tudi najzahodnejše na Hrvaškem, ki šteje 6.750 prebivalcev (popis 2021; 2001 še 7.770) in sedež istoimenske (mestne) občine kot enote lokalne samouprave (Grad Umag) z okoli 12.700 stalnimi prebivalci (2021; 10 let nazaj še 13.500). Upravno spada v Istrsko županijo.

## Geografija
Grad Umag je najazahodnejša občina na Hrvaškem in se razprostira od Savudrijskega polotoka oz. Piranskega zaliva na severu do Lovrečice, vključno s severnim delom Campinga Park Umag na jugu, meji pa na občini Buje (tudi mesto – Grad) in Brtonigla in je del mikroregije s hrvaškim imenom Bujština (Bujščina). 
Mesto se nahaja na severozahodni obali Istre, ob obalni cesti, ki povezuje Savudrijo z Novigradom, samo 10 km od državne meje s Slovenijo. Mesto se deli na dva dela. Starejši del s starim mestnim jedrom leži na polotoku, večji novejši del pa na celini okoli umaškega zaliva ovalne oblike. Novejši del mesta se deli na tri glavne mestne predele: Komunela (najbolj celinski del), Punta (na severni strani umaškega zaliva z Marino Umag ob vhodu vanj) in Mujela/Moela s trgovskim središčem proti nekdanji cementrani in tovornemu pristanišču z velikim pomolom. Monte je predel Umaga, kjer je križiće cest - umaške obvoznice in glavne cesgte proti Bijam. 
Občina oz. (od 1997) mesto Umag (Grad Umag obsega naslednja naselja:
- Babići / Babici (Donji, Gornji, ...)
- Bašanija / Bassania
- Crveni Vrh / Monterosso
- Čepljani / Ceppiani
- Đuba / Giubba
- Finida / Finida
- Juricani / Giurizzani
- Katoro / Cattoro
- Kmeti / Metti
- Križine / Cresine
- Lovrečica / San Lorenzo
- Materada / Matterada
- Monterol / Monterol
- Murine / Morino
- Petrovija / Petrovia
- Savudrija / Salvore
- Seget / Seghetto
- Sveta Marija na Krasu / Madonna del Carso
- Umag / Umago
- Valica / Valizza
- Vardica / Vardizza
- Vilanija / Villania
- Zambratija / Zambrattia

Poleg teh je v občini tudi večje število zaselkov, nesamostojnih in tudi turističnih naselij: Dolinci/Dolinzi, Kušći, Kanal/Canal, Kušće, Sveti Ivan/San Giovanni, Špina/Spina, Boškarija, Babica/Babizza, Sošići, Sterpin, Grota, Jeci/Iezzi, Gornji in Donji Picudo, Zvegro, Sv. Pelegrin, (Park) Zlatorog, Sipar, Šiparina, Ungarija/Ungheria, Turkija, Rotarija, Kolombera, Šćavonija, Galići, Srbarica/Sarbarizza, Buščina, Fratrica, Fratrići, Kagarot, Kapitanija, Farnažine, Korsija, Kolumbanija, Karpijan, Sosi/Soši, Cupilija, Oblog, Stella Maris, Klija, Jurcanija, Romanija, Momikija, Monteneto, Gamboc, Crveni Križ, Ravna Dolina, Borozija, Volparija, Strika, Farnažine, Frančeskijelići, Zeleni Vrh, Vrh Benolići, Medigija, Grupija, Brutija, Roterija, Vinačani, Valfontane, Alberi, Lavra, Mazurija, Zupelija, Štrika, Crnigrad, Koreniki/Coronichi, Zakinji/Zacchigni, Makale, Frleti, Kranceti, Piceti, Šverki, Marganija,  Martinčići, Skarlanija, Markocija, Škrinjari, Vižintini, Veli Dvor, Slanik, Spekula, Finida (kamping), Finida (predmestje Umaga), Biribaci, Stancija, Stancija Lakoti, Rožac/Rosazzo, Špinel/Spinel, Bruštoloni,  Sveti Vid/San Vito, Fratrići, Tigor, Korona, Kortina, Barboj, Barići, Kuberton, Škavnice ...

## Zgodovina
Področje Umaga je bilo naseljeno že v rimski dobi. V 2. polovici 8. stoletja je Istra prešla izpod bizantinske pod frankovsko oblast. Leta 840 je bila Istra priključena k Italskemu kraljestvu, leta 952 kot del Furlanske marke vključena v Nemško cesarstvo, po letu 1209 je imel položaj istrskega mejnega grofa oglejski patriarh. Že od sedemdesetih let 9. stoletja so istrska mesta občasno občutila vpliv Benetk, vendar so se kljub temu nekatera še samostojno razvijala in oblikovala lastno upravo in zakonodajo. Umag je v srednjem veku prišel pod oblast tržaške škofije, leta 1268 pa je moral sprejeti oblast Benetk, ki je trajala vse do propada republike leta 1797. 
Po propadu Benetk je Umag za kratek čas spadal pod Napoleonovo Francijo in je bil sprva del Napoleonovega Italijanskega kraljestva, od leta 1809 pa Ilirskih provinc.
Po Napoleonovem porazu v Rusiji in dokončno pri Waterlooju je Istra po določbah Dunajskega kongresa ostala pod avstrijsko nadoblastjo. Umag je odtlej spadal pod Avstrijsko primorje, deželo Istro. Z razpadom Avstro-ogrske monarhije ob koncu prve svetovne vojne leta 1918 in po podpisu mirovne pogodbe v Rapallu novembra 1920 je bila celotna Istra priključena kraljevini Italiji, vse do njene kapitulacije leta 1934. Do konca druge svetovne vojne je bila del okupacijske operativne cone Jadransko primorje (Adriatisches Küstenland) Wermachta, vojaških enot Tretjega rajha. Po vojni, med letoma 1945 in 1954, je bila severna Istra del cone B Svobodnega tržaškega ozemlja.
Angloameričani so upravljali njegov severni del (cono A), ki je obsegala Trst z okolico in železniško progo Trst-Gorica. Cona B, ki je obsegala Umag in severni del Istre do reke Mirne, je bila pod jugoslovansko vojaško upravo. Z londonskim memorandumom iz leta 1954 je STO prenehalo obstajati, cona B pa je bila priključena Jugoslaviji. Dokončno je bila meja med Italijo in Jugoslavijo potrjena z osimskim sporazumom, ki sta ga podpisali SFR Jugoslavija in Republika Italija 10. novembra 1975 v italijanskem mestu Osimo.
Z osamosvojitvijo Hrvaške leta 1991 je tudi uradno postal (izključno) hrvaško najzahodnejše obalno mesto.

## Demografija
| Pregled števila prebivalcev po letih | Pregled števila prebivalcev po letih | Pregled števila prebivalcev po letih | Pregled števila prebivalcev po letih | Pregled števila prebivalcev po letih | Pregled števila prebivalcev po letih | Pregled števila prebivalcev po letih | Pregled števila prebivalcev po letih | Pregled števila prebivalcev po letih | Pregled števila prebivalcev po letih | Pregled števila prebivalcev po letih | Pregled števila prebivalcev po letih | Pregled števila prebivalcev po letih | Pregled števila prebivalcev po letih | Pregled števila prebivalcev po letih |      |      |
| ------------------------------------ | ------------------------------------ | ------------------------------------ | ------------------------------------ | ------------------------------------ | ------------------------------------ | ------------------------------------ | ------------------------------------ | ------------------------------------ | ------------------------------------ | ------------------------------------ | ------------------------------------ | ------------------------------------ | ------------------------------------ | ------------------------------------ | ---- | ---- |
| 1857                                 | 1869                                 | 1880                                 | 1890                                 | 1900                                 | 1910                                 | 1921                                 | 1931                                 | 1948                                 | 1953                                 | 1961                                 | 1971                                 | 1981                                 | 1991                                 | 2001                                 | 2011 | 2021 |
| 1844                                 | 1970                                 | 1515                                 | 1440                                 | 1629                                 | 1837                                 | 3430                                 | 3746                                 | 1909                                 | 2839                                 | 3326                                 | 4520                                 | 6205                                 | 7718                                 | 7769                                 | 7281 | 6751 |

## Arhitektura
Umag s svojimi ozkimi uličicami in slikovitimi majhnimi trgi kaže tipično srednjeveško urbano podobo. V jugozahodnem delu Umaga je ohranjen del mestnega obzidja iz 10. stoletja z obrambnim stolpom iz 14. stoletja. Ohranjenih je tudi nekaj hiš v slogu beneške gotike.

## Znamenitosti
Stolnica Marijinega vnebovzetja in sv. Pelegrina, zaščitnika mesta, je bila zgrajena po načrtih piranskega arhitekta Phillipa Dongettija leta 1760 in ima poznorenesančno pročelje, ki pa ni bilo nikoli dokončano. Na 33 m visokem samostoječem zvoniku iz leta 1691 je beneški lev s pročelja občinske palače, uničene v požaru leta 1924. Na vzhodni strani apside stolnice je vzidana železna krogla, za katero domnevajo, da gre za topovski izstrelek genovske mornarice (1810).
Cerkev sv. Roka je bila zgrajena leta 1507, po epidemiji kuge, ki je zdesetkala prebivalstvo. V njej je lesen strop iz 17. stoletja.

## Gospodarstvo
Glavna gospodarska dejavnost v občini je turizem. Poleg turizma pa se prebivalci zaradi rodovitne zemlje ukvarjajo tudi s poljedelstvom in z vinogradništvom. Še vedno pomembna dejavnost je ribolov, v mestu deluje tovarna za konzerviranje rib in sadja, pa tudi obrat za izdelavo testenin in cementarna.

## Turizem
Turistični razvoj Umaga se je pričel ob prehodu v 20. stoletje. 

### Umaška riviera
Umaška riviera s hoteli, z depandansami, apartmaji, bungalovi in avtokampi (Stella Maris) sega od polotoka Savudrije na severu do zaliva Dajla (naselje Karigador) na jugu, kjer vključuje največji turistični kamp v okolici, Camping Park Umag. V samem Umagu se nahaja več hotelov (Kristal, Sipar, Adriatic, Umag, Koralj, Istra in Aurora) v bližini mesta so tri turistična naselja (Stella Maris, Katoro in Polynesia).

### Marina ACI Umag
V Umagu deluje tudi marina, kjer lahko pristajajo plovila do dolžine 25 m. Globina morja je od 3 do 6 m. Marina ima 550 privezov v morju in 350 mest na kopnem, 40 tonsko premično dvigalo in 10 tonsko dvigalo, splavno drčo in nudi tehnični servis. Zavarovana je z 404 metrov dolgim valobranom, ki so ga pričeli graditi leta 1925, na koncu katerega stoji svetilnik. Na posebnem pomolu je prostor, namenjen carinski kontroli.

## Šport
Umag je enkrat letno gostitelj moškega mednarodnega ATP teniškega turnirja.

## Ljudje, povezani z Umagom
- Marino Cettina (1959–1998), umaški galerist
- Baby Lasagna (1995), hrvaški pevec, besedilopisec in producent
- Fulvio Tomizza (1935–1999) italijanski književnik, rojen v Juricanih, nazadnje živel v Materadi.
- Neven Ušumović (* 1972), hrvaški književnik
- Alka Vuica, hrvaška pevka, tekstopiska in TV voditeljica